# كاثرين آن كلارك
كاثرين آن كلارك (بالإنجليزية: Kathryn Ann Clarke)‏ هي كاتِبة أمريكية، ولدت في 15 أغسطس 1961 في إلينوي في الولايات المتحدة.

## الوقاية من العنف المنزلى
حصلت كلارك على بكالويس الاستشارة والعدالة الاجتماعية من جامعة سانت كزافييه، قدمت المشورة لأكثر من عشرين عاما كممارس معتمد لضحايا العنف المنزلى من النساء، كما قدمت العديد من البرامج التدريبية للمستشاريين والمدعيين العموميين وضباط الشرطة والقضاة
تستكشف رواية العهود الهشة" " The Breakable Vow والتي صدرت 2004 وهي رواية خيالية للبالغين قضايا العلاقات المسيئة والعنف، كما يرافقها دليل ممنهج للاستخدام في المدارس.

## كتاباتها الروحانية
في سبتمبر لعام 2001، زارت كلارك مدينة ميديوغوريه في البوسنة والهرسك، وهي موقع لظهور مريم، وبعد ذلك بوقت قصير بدأت في كتابة الرسائل التي قالت إنها من يسوع ومن العذراء مريم ومن العديد من الكاثوليك الآخرين القديسين. ذكرت كلارك أنها تلقت هذه الرسائل في الصلاة.
في عام 2003، بدأت كلارك في نشرالرسائل في عشرة كتب تحت عنوان عام "Direction for Our Times as given to 'Anne"، قائلة إنها تتبنى اسمًا مستعارًا لحماية أسرتها. تم إصدار المجلدات الأربعة الأولى من قبل CMJ Marian Publishers في شيكاغو بحلول مايو 2004. في 15 أكتوبر 2004، سجلت «آن» آخر رسالة من عشرة مجلدات، وتم إصدار العديد من مجلدات المجموعة في ديسمبر 2004. المجلد الخامس والثامن نشرا في عام 2013.

## المواضيع
عناوين الكتب العشرة هي:
المجلد الأول: أفكار حول الروحانية
المجلد الثاني: محادثات مع يسوع
المجلد الثالث: الجزء 1: الله الآب يتحدث إلى أبنائه، الجزء 2: الأم المباركة تتحدث إلى القساوسة والأساقفة
المجلد الرابع: الجزء الأول: يسوع الملك، الجزء 2: السماء تتحدث إلى الكهنة، الجزء 3: يسوع يتحدث إلى المذنبين.
المجلد الخامس: يسوع المخلص
المجلد السادس: الجنة تتحدث إلى العائلات
المجلد السابع: تحية من السماء
المجلد الثامن: الراحة في قلب المخلص
المجلد التاسع: الملائكة
المجلد العاشر: يتحدث يسوع إلى رسله

## اتجاه لأوقاتنا
"Direction for Our Times" هي منظمة  غير هادفة للربح، تأسست في ديسمبر 2004، ولها مكاتب في الولايات المتحدة وأيرلندا ومكرسة لنشر رسائل "Anne"

## الدعم
في  سبتمبر 2004، قام رئيس أساقفة نيو أورليانز المتقاعد فيليب حنان بترويج رسائل «آن» من خلال منظمته التلفزيونية FOCUS ودعمها برسالة تأييد نُشرت في كل مجلد. لكن منظمة FOCUS سحبت الدعم بعد وفاة رئيس الأساقفة فيليب في عام 2011 .
في أغسطس لعام 2011، قاما الإنجيليين الكاثوليك الأب بريج ماكينا والاب سحب كيفن سكالون دعمهما السابق علنا لـمنظمة Direction for Our Times.